# Periophthalmus darwini
Periophthalmus darwini is een straalvinnige vissensoort uit de familie van grondels (Gobiidae). De wetenschappelijke naam van de soort is voor het eerst geldig gepubliceerd in 2004 door Larson & Takita.